# Anita Hegerland
Anita Hegerland (* 3. března 1961 Sandefjord) je norská zpěvačka, která, mimo jiné, spolupracovala s britským multiinstrumentalistou Mikem Oldfieldem.
Její hudební kariéra začala již v brzkém věku. V roce 1970 se z Hegerlandové stala ve Skandinávii dětská hvězda díky singlu „Mitt Sommarlov“. Do roku 1973 pak vydala několik dalších singlů a také tři alba.
V roce 1971 se účastnila národního finále pro soutěž Eurovize.
Ve druhé polovině 80. let spolupracovala s Mikem Oldfieldem na jeho dvou albech. Hegerlandová tak zpívá na Islands a Earth Moving. S Oldfieldem se sblížila i v osobním životě, z jejich vztahu pochází dcera Greta a syn Noah.
Anita Hegerlandová v současnosti žije na ostrůvku Nesøya poblíž norského hlavního města Osla.